# Giuseppe Menardi
Giuseppe Menardi (Cuneo, 1º luglio 1953) è un politico e ingegnere italiano.

## Biografia
Laureatosi in ingegneria al Politecnico di Torino nel 1978, svolge l'attività di ingegnere ed è presidente e amministratore della società G.E. Granda Engineering S.r.l. di Cuneo. È iscritto all'albo dei revisori legali ed è stato amministratore di varie società (fra cui IACP, Beccaria S.r.l., Sitraci S.p.A., RAC S.p.A.).
Esponente prima della Democrazia Cristiana e poi di Alleanza Nazionale, è stato consigliere comunale a Cuneo dal 1985 al 2007, assessore ai lavori pubblici dal 1985 al 1990 e sindaco dal 1990 al 1995.
Durante il suo mandato da primo cittadino fu editore della rivista “Quaderni a Ovest”. Dal 2004 è editore e direttore del periodico di informazione politica, economica e culturale Il Corso, diffuso in ambito regionale. Autore di editoriali e interventi su riviste specializzate in ingegneria, nel 2006 pubblicò il libro La via del nucleare, curato dalla provincia di Cuneo e nel 2008 scrisse La globalizzazione dell'atomo edito da Nuove Idee.
Alle elezioni politiche del 2001 viene candidato al Senato della Repubblica, nel collegio uninominale di Cuneo, sostenuto dalla Casa delle Libertà in quota AN, dove viene eletto per la prima volta senatore con il 38,51% dei voti.
Alle elezioni politiche del 2006 viene riconfermato tra le liste di AN nella circoscrizione Piemonte.
Alle elezioni politiche del 2008 fu rieletto al Senato nelle file del Popolo delle Libertà. Nella XVI legislatura della Repubblica è componente della 8ª Commissione Lavori pubblici, comunicazioni, successivamente Vicepresidente della Commissione, poi della Commissione Affari esteri. Per competenza professionale, si occupa di tematiche inerenti alle comunicazioni, ai trasporti e alle infrastrutture.
Fu tra i senatori che, dopo essersi dimessi dal gruppo del PdL, aderirono il 2 settembre 2010 al nuovo gruppo parlamentare di Futuro e Libertà per l'Italia, facente capo al Presidente della Camera dei deputati Gianfranco Fini. Il 16 febbraio 2011 dichiarò di lasciare il gruppo di Futuro e Libertà per l'Italia per tornare nella maggioranza di Governo. Il 26 febbraio 2011 annunciò la sua adesione al gruppo parlamentare a sostegno della maggioranza di governo e all'interno dell'area politica e culturale del centro-destra di Coesione Nazionale (Io Sud e Forza del Sud).
Alle elezioni amministrative del 2017 viene candidato a sindaco di Cuneo, appoggiato dalla coalizione di centro-destra formata da: Forza Italia, Lega Nord, Fratelli d'Italia e la lista civica "Grande Cuneo". Al primo turno dell'11 giugno perde la competizione contro il candidato del centro-sinistra Federico Borgna, ottenendo il 14,03% dei voti contro il 59,66% di Borgna, venendo comunque eletto consigliere comunale di Cuneo.
In vista della nascita del governo Draghi, lancia un appello a Fratelli d'Italia di Giorgia Meloni per cambiare idea e appoggiare l'esecutivo, assieme ad altri 23 ex-esponenti di AN.